# Ardisiandra sibthorpioides
Ardisiandra sibthorpioides là một loài thực vật có hoa trong họ Anh thảo. Loài này được Hook.f. mô tả khoa học đầu tiên năm 1864.